# Бологовский железнодорожный узел

Бологовский узел в 1910 году

Бологовский узел — крупный транзитный железнодорожный узел Октябрьской железной дороги.
Бологовский железнодорожный узел сформировался в конце XIX — начале XX века. В 1870 году, для связи речного порта Рыбинск с Санкт-Петербургом, была построена Бологое-Рыбинская железная дорога, в 1897 — Бологое-Псковская железная дорога, в 1907 году — Бологое-Полоцкая железная дорога. Таким образом, станция Бологое Николаевской железной дороги, открытая в 1850 году, стала крупным узлом с движением в пяти направлениях (Москва, Санкт-Петербург, Рыбинск, Псков, Полоцк). На станциях Бологое-I, Медведево и Бологое-II имелись паровозные депо, на станциях Бологое и Медведево — вагонные депо.
Бологовский узел — радиального типа, обслуживает, в основном, транзитное движение. Участок Москва — Санкт-Петербург — двухпутный, электрифицированный, пассажиронапряженный, на участке осуществляется движение скоростных поездов. Участок Рыбинск — Псков — однопутный, неэлектрифицированный, грузонапряженный. Участок Бологое — Великие Луки — однопутный, неэлектрифицированный, малодеятельный.
В состав узла входят станции: Бологое-Московское — внеклассная участковая; Бологое-Полоцкое — участковая 4-го класса; Медведево — промежуточная 4-го класса; Бушевец — промежуточная 4-го класса; Злино — промежуточная 5-го класса.
В узел входят 19 предприятий железнодорожного транспорта различной подчиненности: 
- Эксплуатационное локомотивное депо Бологое ТЧЭ-4;
- Ремонтное вагонное депо Бологое ВЧДР-3;
- Эксплуатационное вагонное депо Бологое ВЧДЭ-4;
- Бологовская дистанция пути ПЧ-5;
- Бологовская дистанция энергоснабжения ЭЧ-2;
- Бологовская дистанция сигнализации, централизации и блокировки ШЧ-4;
- Медведевская дистанция сигнализации, централизации и блокировки ШЧ-3;
- Путевая машинная станция № 82;
- Путевая машинная станция № 292;
- Восстановительный поезд № 3022 ст. Бологое;
- Пожарный поезд ст. Бологое;
- Бологовский региональный центр связи РЦС-8;
- Региональный вычислительный центр РВЦ-2;
- База запаса локомотивов Бологое;
- Резерв проводников Бологое;
- Бологовский региональный участок Октябрьской дирекции пассажирских обустройств;
- Бологовский производственный участок Московской механизированной дистанции погрузочно-разгрузочных работ;
- Стрелковая команда ст. Бологое Московского отряда ведомственной охраны;
- Бологовский отряд ведомственной охраны.

На узле работает более 4 000 человек.

## Интересный факт
Станция Бологое упоминается в известном произведении Самуила Маршака «Вот какой рассеянный»:
— Это что за остановка:

Бологое иль Поповка?

А с платформы говорят:

— Это город Ленинград.
Также станция Бологое упоминается в книге Бориса Полевого «Повесть о настоящем человеке»:
— Они стремились к большому железнодорожному узлу Бологое, чтобы, захватив его, разъединить Западный и Северо-Западный фронты.